# 48720 Enricomentana
48720 Enricomentana è un asteroide della fascia principale. Scoperto nel 1996, presenta un'orbita caratterizzata da un semiasse maggiore pari a 2,4333857 UA e da un'eccentricità di 0,2059184, inclinata di 6,93772° rispetto all'eclittica.
L'asteroide è dedicato al giornalista Enrico Mentana.